# Liste der Biografien/Grey
Liste der Biografien |
Portal Biografien |
Personensuche
# |
A |
B |
C |
D |
E |
F |
G |
H |
I |
J |
K |
L |
M |
N |
O |
P |
Q |
R |
S |
T |
U |
V |
W |
X |
Y |
Z |
?
 
Ga |
Gb |
Gc |
Gd |
Ge |
Gf |
Gh |
Gi |
Gj |
Gk |
Gl |
Gm |
Gn |
Go |
Gp |
Gq |
Gr |
Gs |
Gu |
Gv |
Gw |
Gy |
Gz
 
Gra |
Grb–Grd |
Gre |
Grg |
Gri |
Grj |
Grk |
Grl |
Grm |
Gro |
Grs |
Gru |
Gry |
Grz
 
Grea |
Greb |
Grec |
Gred |
Gree |
Gref |
Greg |
Greh |
Grei |
Grek |
Grel |
Grem |
Gren |
Grep |
Gres |
Gret |
Greu |
Grev |
Grew |
Grey |
Grez
Die Liste der Biografien führt alle Personen auf, die in der deutschsprachigen Wikipedia einen Artikel haben. Dieses ist eine Teilliste mit 130 Einträgen von Personen, deren Namen mit den Buchstaben „Grey“ beginnt.

## Grey
- Grey de Ruthyn, John († 1439), englischer Ritter des Hosenbandordens
- Grey of Groby, John († 1461), englischer Adliger
- Grey Turner, George (1877–1951), englischer Chirurg
- Grey, Al (1925–2000), US-amerikanischer Posaunist
- Grey, Albert (1853–1944), deutscher Gutsbesitzer und Politiker
- Grey, Albert, 4. Earl Grey (1851–1917), britischer Politiker, Mitglied des House of Commons, Generalgouverneur von Kanada
- Grey, Alex (* 1953), US-amerikanischer KünstlerAlex Grey (* 1953)

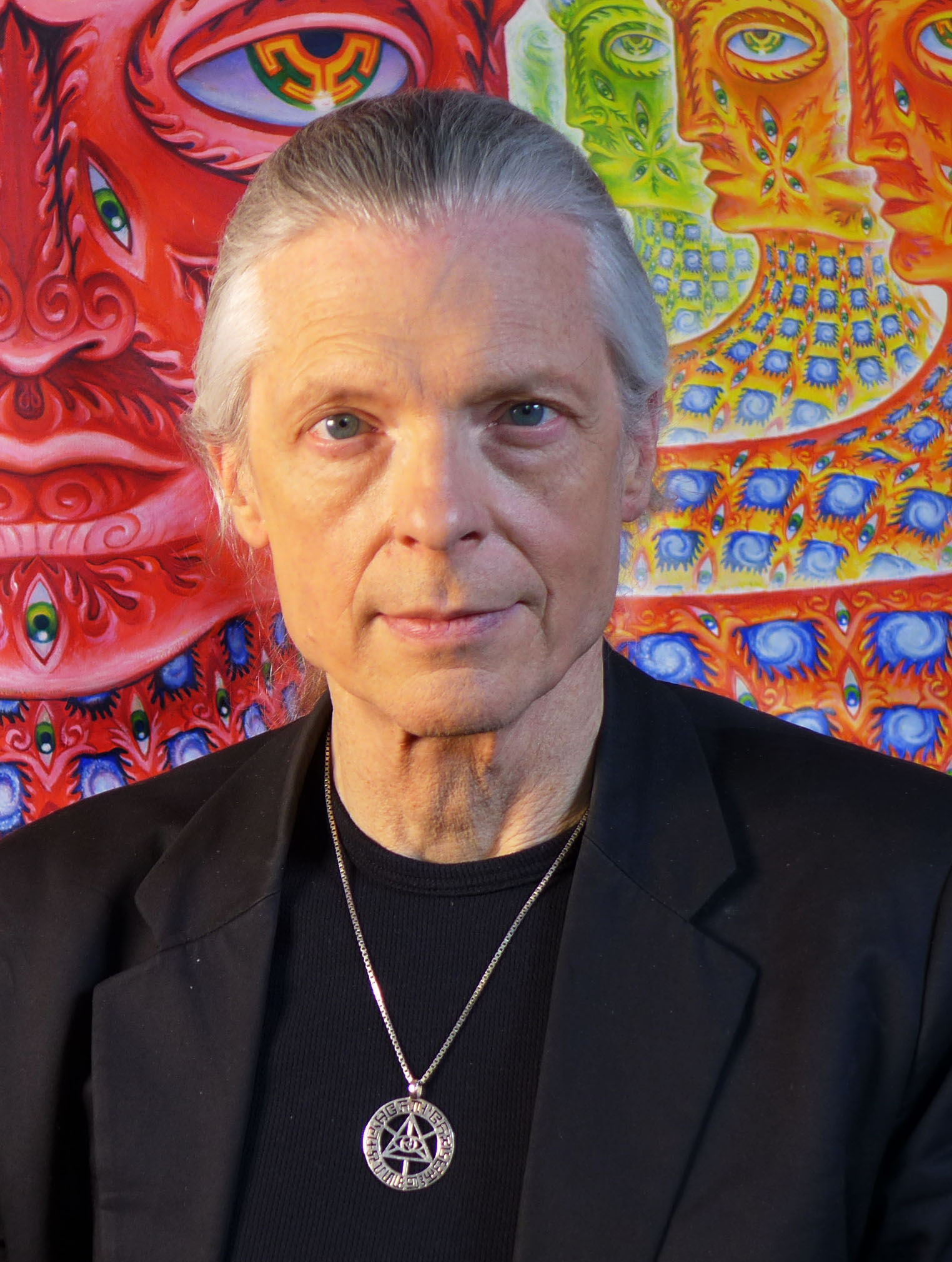
Alex Grey (* 1953)

- Grey, Alexandra (* 1991), US-amerikanische Schauspielerin
- Grey, Anne (1907–1987), englische Filmschauspielerin
- Grey, Anthony, 11. Earl of Kent (1645–1702), englischer Peer und Politiker
- Grey, Anthony, 9. Earl of Kent (1557–1643), englischer Peer
- Grey, Anthony, Earl of Harold (1696–1723), britischer Peer, Politiker und Höfling
- Grey, Benjamin E. (1809–1875), US-amerikanischer Politiker
- Grey, Beryl (1927–2022), britische Balletttänzerin und Choreografin
- Grey, Brad (1957–2017), US-amerikanischer Filmproduzent, Künstleragent und Manager
- Grey, Carola (* 1968), deutsche Jazz-Schlagzeugerin
- Grey, Carolyn (1922–2002), US-amerikanische Jazzsängerin
- Grey, Catherine (1540–1568), Angehörige des englischen Hochadels
- Grey, Charles (1903–1984), britischer Politiker (Labour Party), Unterhausabgeordneter
- Grey, Charles, 1. Earl Grey (1729–1807), britischer General
- Grey, Charles, 2. Earl Grey (1764–1845), britischer Politiker, Mitglied des House of Commons, Außenminister und Premierminister, Erster Lord der AdmiralitätCharles Grey, 2. Earl Grey (1764–1845)

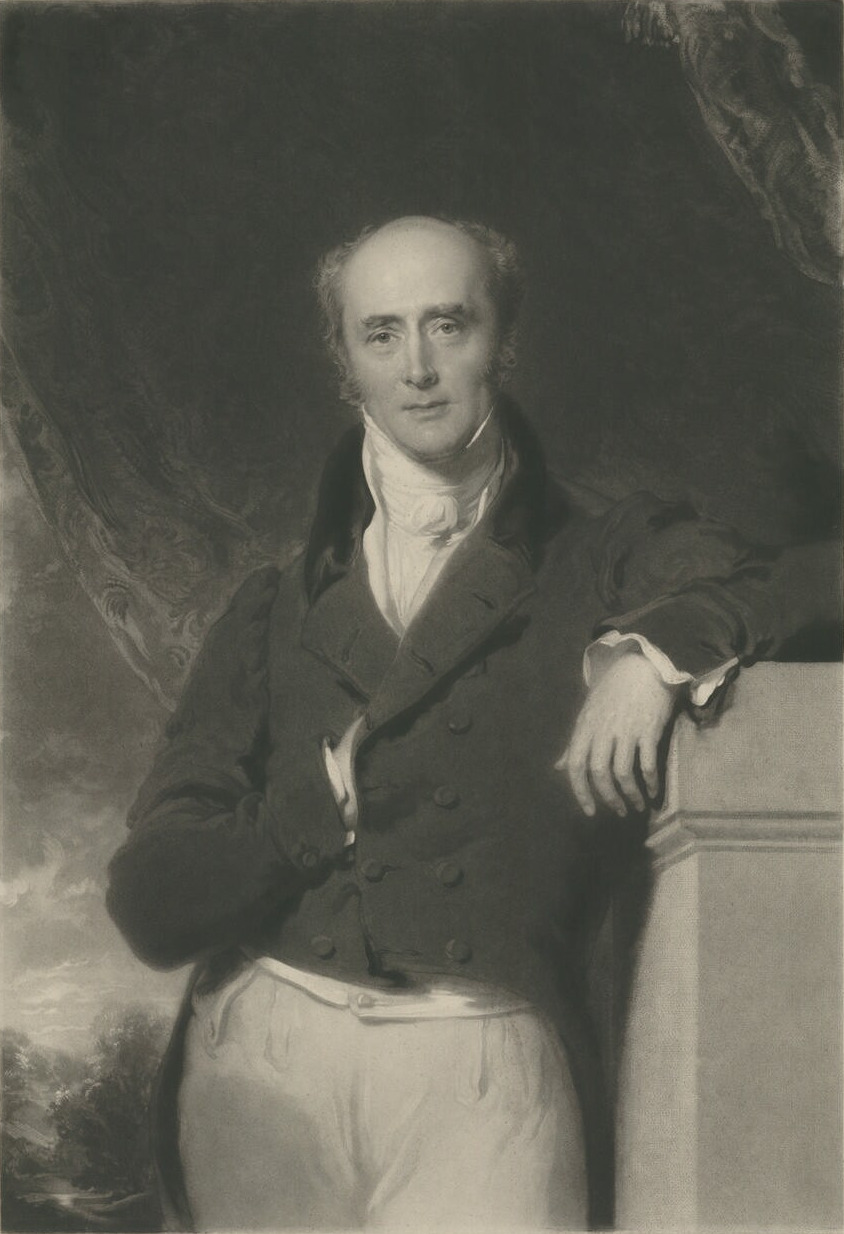
Charles Grey, 2. Earl Grey (1764–1845)

- Grey, Charles, 5. Earl Grey (1879–1963), britischer Adliger
- Grey, Christopher (* 1964), britischer Ökonom
- Grey, Clare (* 1965), britische Chemikerin
- Grey, Clifford (1887–1941), britischer Filmschauspieler und Komponist
- Grey, Dahlia (* 1972), US-amerikanisches Fotomodell und Pornodarstellerin
- Grey, David, US-amerikanischer Pokerspieler
- Grey, Denise (1896–1996), deutsche Schauspielerin
- Grey, Edward (1862–1933), britischer Politiker, Außenminister
- Grey, Frederick (1805–1878), britischer Admiral
- Grey, Geoffrey (* 1934), englischer Violinist, Dirigent und Komponist
- Grey, George (* 1979), kanadischer Skilangläufer
- Grey, George Edward (1812–1898), neuseeländischer Politiker, Premierminister von Neuseeland (1877–1879), Gouverneur der Kapkolonie, von Südaustralien und Neuseeland
- Grey, George, 2. Baronet (1799–1882), britischer Politiker (Liberal Party), Mitglied des House of Commons
- Grey, Gregorius (* 1978), österreichischer Drehbuchautor, Schauspieler und Regisseur
- Grey, Harold (* 1971), kolumbianischer Boxer
- Grey, Harry, US-amerikanischer Autorennfahrer
- Grey, Harry (1905–1963), US-amerikanischer Filmproduzent und Filmschaffender
- Grey, Henry de († 1219), englischer Adliger
- Grey, Henry de († 1308), englischer Adliger
- Grey, Henry, 1. Duke of Kent (1671–1740), britischer Peer und Politiker
- Grey, Henry, 1. Duke of Suffolk (1517–1554), englischer Adliger, Vater der Lady Jane Grey
- Grey, Henry, 10. Earl of Kent (1594–1651), englischer Peer und Politiker
- Grey, Henry, 3. Baron Grey of Codnor († 1444), englischer Adliger
- Grey, Henry, 3. Baron Grey of Wilton (1281–1342), englischer Adliger
- Grey, Henry, 3. Earl Grey (1802–1894), britischer Peer, Kolonialpolitiker und Staatsmann
- Grey, Henry, Graf von Tancarville (1420–1450), englischer Adliger
- Grey, Jane († 1554), Königin von EnglandJane Grey († 1554)

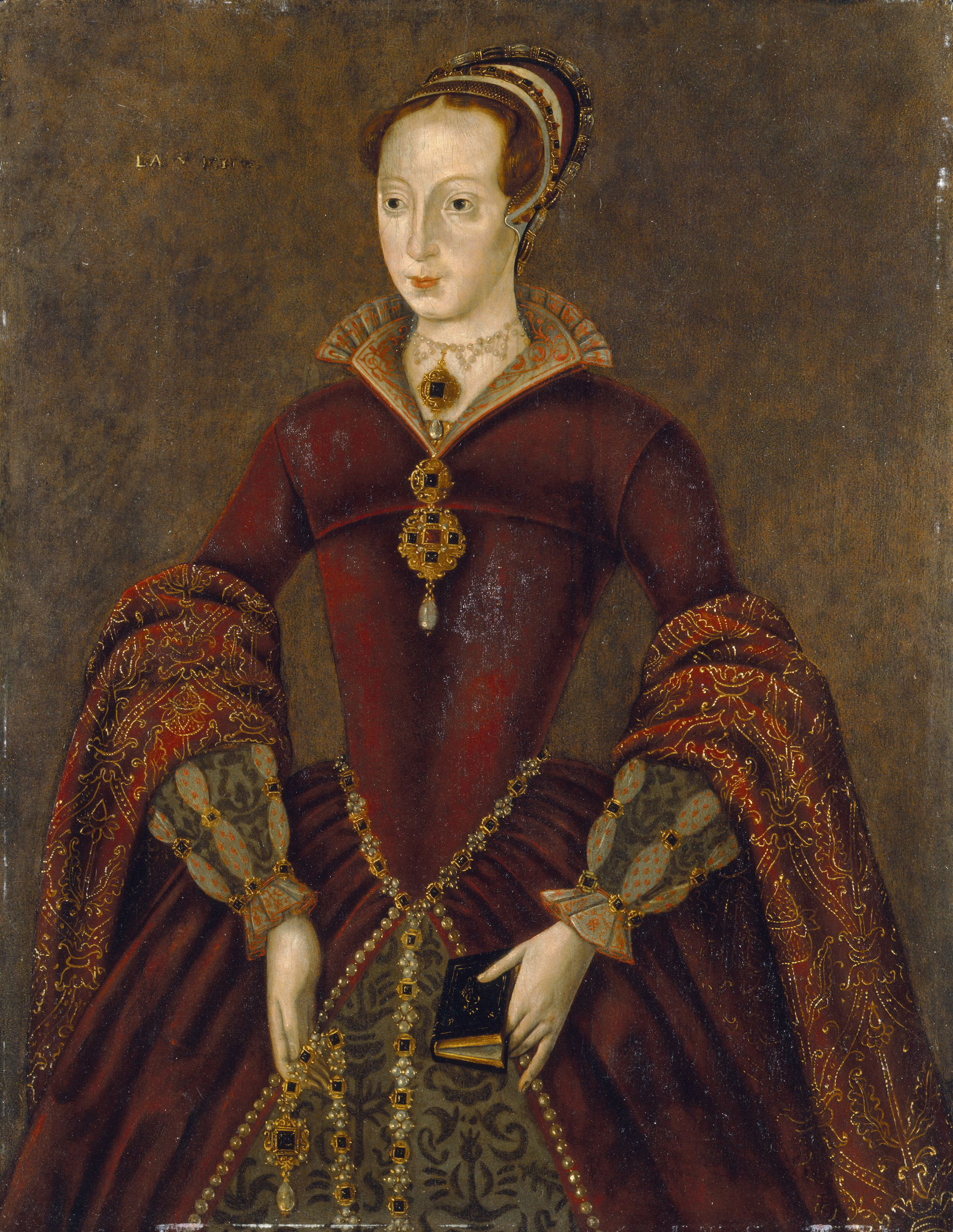
Jane Grey († 1554)

- Grey, Jared (* 2005), deutscher Basketballspieler
- Grey, Jeffrey (1959–2016), australischer Historiker
- Grey, Jennifer (* 1960), US-amerikanische SchauspielerinJennifer Grey (* 1960)

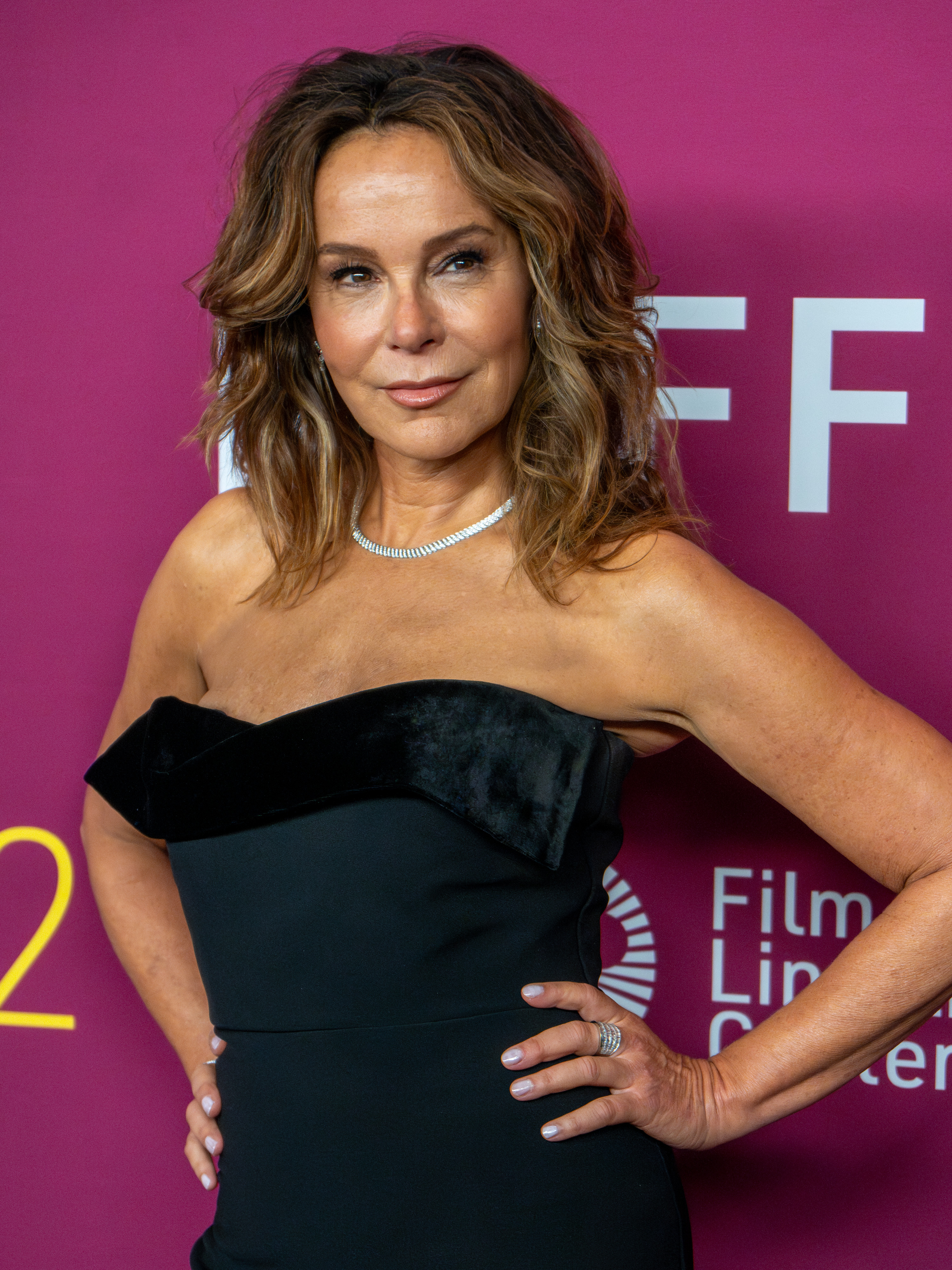
Jennifer Grey (* 1960)

- Grey, Joel (* 1932), US-amerikanischer Schauspieler
- Grey, John († 1266), englischer Adliger
- Grey, John, englischer Ritter
- Grey, John († 1392), englischer Adliger und Militär
- Grey, John de († 1272), englischer Adliger und Rebell
- Grey, John, 1. Baron Grey of Rotherfield (1300–1359), englischer Adliger, Militär und Höfling
- Grey, John, 2. Baron Grey of Codnor († 1430), englischer Adliger
- Grey, John, 2. Baron Grey of Wilton († 1323), englischer Adliger
- Grey, John, Graf von Tancarville († 1421), englischer Adliger, Militär und Diplomat
- Grey, Julian (* 2006), deutsch-US-amerikanischer Nachwuchsdarsteller
- Grey, Katrina (* 1991), slowakische Schauspielerin, Drehbuchautorin, Filmproduzentin, Filmregisseurin und Model
- Grey, Keisha (* 1994), US-amerikanische Pornodarstellerin
- Grey, Lita (1908–1995), US-amerikanische Schauspielerin
- Grey, Maria Georgina (1816–1906), englisch-britische Frauenbildungsaktivistin und Schriftstellerin
- Grey, Marina (1919–2005), französische Schriftstellerin und Journalistin
- Grey, Mary (1545–1578), englische Adlige, jüngste Schwester von Lady Jane GreyMary Grey (1545–1578)

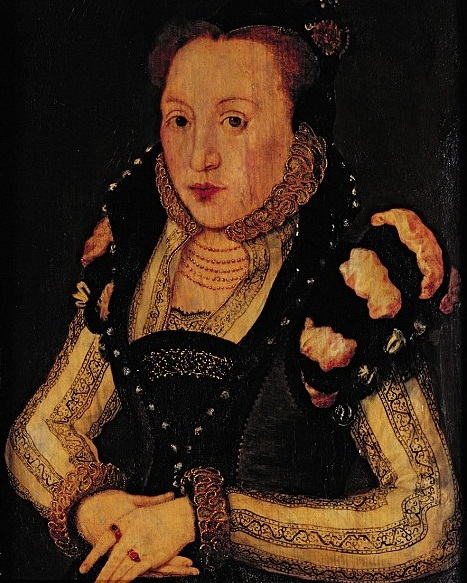
Mary Grey (1545–1578)

- Grey, Melissa, US-amerikanische Komponistin
- Grey, Nan (1918–1993), US-amerikanische Schauspielerin
- Grey, Olga († 1973), US-amerikanische Schauspielerin
- Grey, Paul Francis (1908–1990), britischer Botschafter
- Grey, Ralph († 1464), englischer Ritter
- Grey, Ralph, Baron Grey of Naunton (1910–1999), britischer Kolonialgouverneur von Britisch-Guayana, Bahamas und Nordirland
- Grey, Reginald, 1. Baron Grey of Wilton († 1308), englischer Adliger und Militär
- Grey, Reginald, 3. Baron Grey de Ruthin († 1440), englischer Adliger
- Grey, Reginald, 7. Baron Grey de Wilton (1421–1494), englischer Adeliger
- Grey, Reynold, 2. Baron Grey of Ruthin († 1388), englischer Adliger und Militär
- Grey, Richard († 1483), englischer Ritter
- Grey, Richard de, englischer Baron und Rebell
- Grey, Richard de, englischer Adliger und Militär
- Grey, Richard, 1. Baron Grey of Codnor († 1418), englischer Adliger, Militär und Diplomat
- Grey, Richard, 6. Earl Grey (1939–2013), britischer Adliger
- Grey, Robin (* 1976), deutscher Basketballspieler
- Grey, Roger, 1. Baron Grey of Ruthin († 1353), englischer Adliger und Militär
- Grey, Rudolph, US-amerikanischer Jazzgitarrist, Filmhistoriker und Autor
- Grey, Sarah (* 1996), kanadische Schauspielerin
- Grey, Sarah Beth (* 1995), britische Tennisspielerin
- Grey, Sasha (* 1988), US-amerikanische Pornodarstellerin, Schauspielerin, Autorin und MusikerinSasha Grey (* 1988)

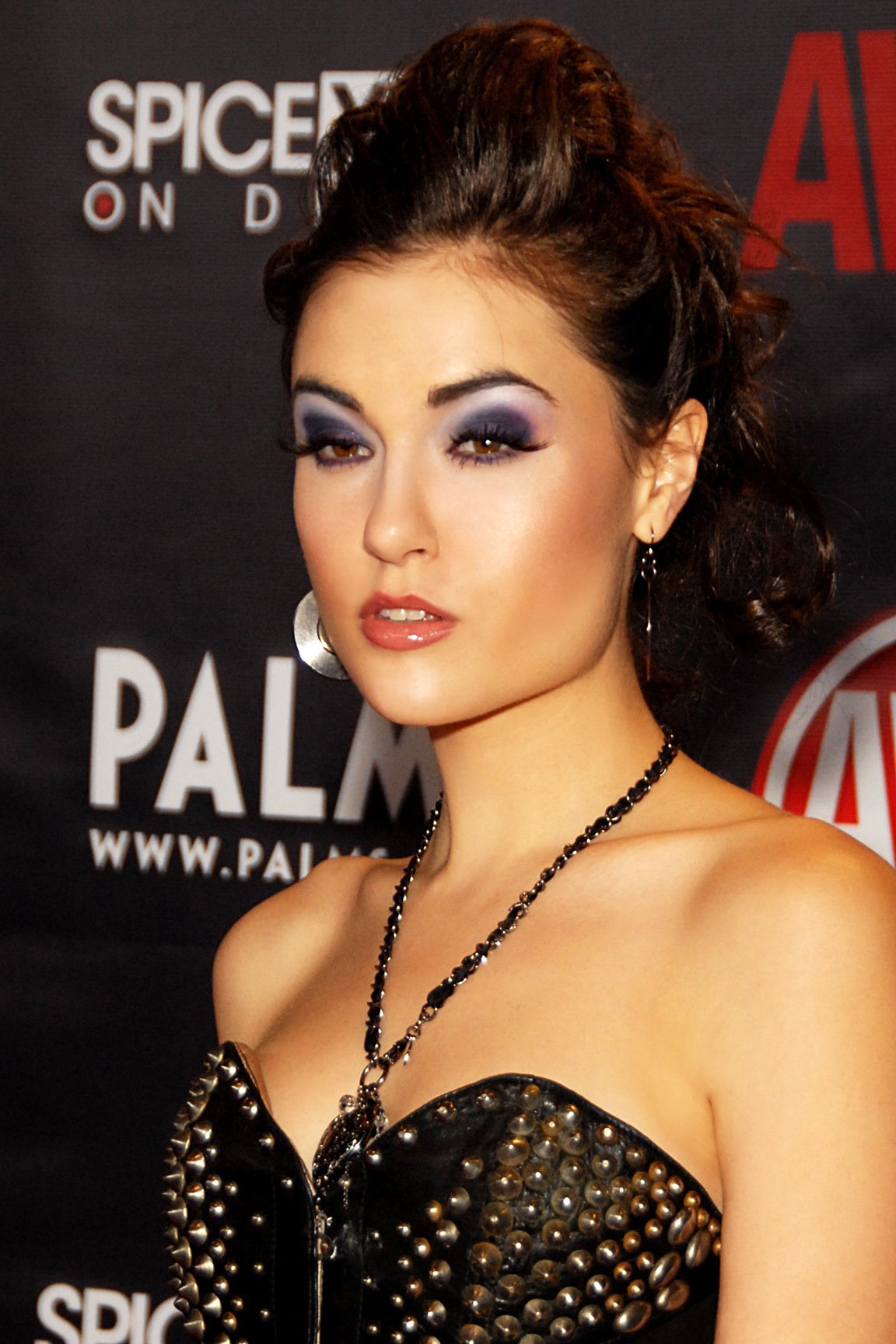
Sasha Grey (* 1988)

- Grey, Shirley (1902–1981), US-amerikanische Schauspielerin
- Grey, Skylar (* 1986), US-amerikanische Sängerin, Songschreiberin und Musikproduzentin
- Grey, Sonny (1925–1987), jamaikanischer Jazztrompeter
- Grey, Suzanne (1917–2005), französische Schauspielerin
- Grey, Thomas, 1. Baron Richemount Grey († 1461), englischer Adliger
- Grey, Thomas, 1. Marquess of Dorset († 1501), englischer Adliger
- Grey, Thomas, 15. Baron Grey de Wilton (1575–1614), englischer Adliger und Militär
- Grey, Thomas, 2. Marquess of Dorset (1477–1530), englischer Adliger, Höfling und Militär
- Grey, Tony (* 1975), britischer Fusionmusiker
- Grey, Virginia (1917–2004), US-amerikanische Schauspielerin
- Grey, Wayne (* 1944), US-amerikanischer Gitarrist
- Grey, William, 13. Baron Grey de Wilton († 1562), englischer Adliger und General
- Grey, Zane (1872–1939), amerikanischer SchriftstellerZane Grey (1872–1939)

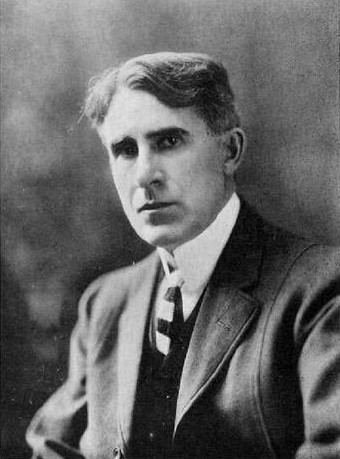
Zane Grey (1872–1939)

- Grey, Zena (* 1988), US-amerikanische Schauspielerin
- Grey-Egerton, Philip de Malpas (1806–1881), englischer Paläontologe und Politiker, Mitglied des House of Commons
- Grey-Gardner, Robyn (* 1964), australische Ruderin
- Grey-Johnson, Crispin (* 1946), gambischer Politiker
- Grey-Johnson, Nana (* 1951), gambischer Schriftsteller und Politiker
- Grey-Stipek, Valerie (1845–1934), österreichische Schauspielerin und Schriftstellerin
- Grey-Thompson, Tanni, Baroness Grey-Thompson (* 1969), britische Leichtathletin
- Grey-Wilson, William (1852–1926), britischer Kolonialbeamter, Gouverneur von St. Helena, der Falklandinseln und der Bahamas

### Greye
- Greye, Hans-Jürgen (* 1954), deutscher Journalist und Autor
- Greyer-Wieninger, Alice (* 1953), deutsche Juristin und Beamtin im Ruhestand
- Greyerz, Gottlieb von (1778–1855), schweizerischer Forstmann und Forstinspektor
- Greyerz, Hans von (1907–1970), Schweizer Historiker
- Greyerz, Karl von (1870–1949), reformierterer Pfarrer, religiöser Sozialist und Kirchenlieddichter
- Greyerz, Kaspar von (* 1947), Schweizer Historiker
- Greyerz, Nicola von (* 1973), Schweizer Politikerin (SP)
- Greyerz, Otto von (1863–1940), Schweizer Germanist, Pädagoge und Mundart-Schriftsteller
- Greyerz, Peter von († 1448), Kastlan zu Zweisimmen
- Greyerz, Walo von (1898–1976), Schweizer Politiker
- Greyerz, Wilhelm Aimé Otto von (1829–1882), Schweizer evangelischer Theologe
- Greyeyes, Michael (* 1967), kanadischer Schauspieler, Choreograph und Regisseur

### Greyf
- Greyff, Edna (1912–1992), deutsche Schauspielerin

### Greys
- Grey’s, Elvira De (1926–1993), argentinische Tangosängerin
- Greyson, Bruce (* 1946), amerikanischer Psychiater und Neurowissenschaftler
- Greyson, John (* 1960), kanadischer Regisseur, Drehbuchautor und Filmproduzent
- Greystoke, Ralph, 1. Baron Greystoke (1299–1323), englischer Adliger, Militär und Politiker
- Greystoke, William, 2. Baron Greystoke (1321–1359), englischer Adliger, Militär und Politiker

### Greyw
- Greywall, Dennis (* 1943), US-amerikanischer Physiker
- Greywolf, Charles (* 1975), deutscher Musiker, Musikproduzent und ToningenieurCharles Greywolf (* 1975)

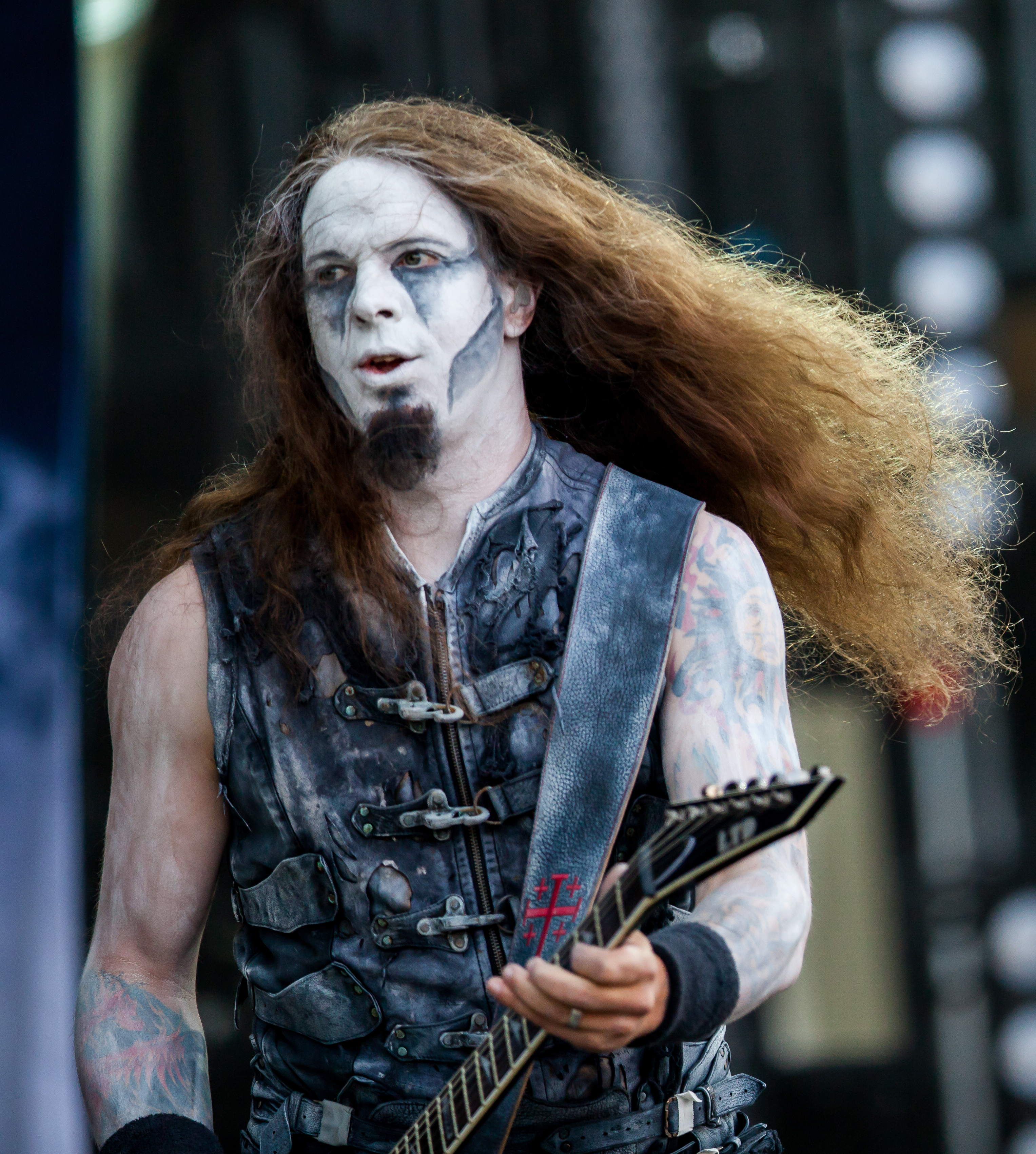
Charles Greywolf (* 1975)

- Greywolf, Matthew (* 1977), deutscher Musiker